# بنهنگ
بنهنگ، روستایی است از توابع بخش مرکزی شهرستان تربت حیدریه استان خراسان رضوی ایران.
ریشه نام بنهنگ مربوط به زمان نادرشاه افشار می‌باشد.
نادرشاه سپاهی داشته که ابتدای آن در روستای سرهنگ واقع در ۴۵ کیلومتری تربت حیدریه بوده و انتهای آن در روستایی که بعدها «بن- هنگ» (bon-hang) به معنای «انتهای هنگ یا انتهای سپاه» نامیده شد، قرارداشت.
تلفظ نام این روستا به مرور زمان به شکلBENHANG تغییر کرده‌است. 
این روستا در مجاورت روستاهای دوغشک ، فرزق  و کارخانه قند تربت حیدریه میباشد .
راه های ورودی این روستا از
۱ میدان بسیج دوراهی بنهنگ و فرزق 
۲ از جاده شهری تربت حیدریه به مشهد و در ۵ کیلومتری میدان خرمشهر 
۳ جاده خاکی واقع در شهرک ولی عصر 
میباشد 

## جمعیت
این روستا در دهستان بالا ولایت قرار داشته و بر اساس سرشماری سال ۱۳۸۵ جمعیت آن (۲۵۳خانوار) ۸۲۷نفر
بوده‌است.

## محصولات
از مهم‌ترین محصولات کشاورزی روستای بنهنگ می‌توان به زعفران، گندم، چغندر قند، پیاز، سیر، زردآلو، بادام، خیار و گوجه فرنگی اشاره کرد.